# 대구 오성 FC
대구 오성 FC(Daegu Oseong Futsal Club)는 대한민국 대구광역시에 있었던 풋살 선수단이다. FC일레븐축구클럽이 운영했던 남자 세미프로 풋살단이며, 2011년에 창단되었고 2014년에 해단되었다.

## 참고 문헌
- “스포츠지원포털 등록 현황”. 대한체육회.
- “KFA 통합경기정보 시스템”. 대한축구협회.